# Mârzănești
Mârzănești là một xã thuộc hạt Teleorman, România. Dân số thời điểm năm 2002 là 4458 người.